# 勒潘 (加尔省)
勒潘（法語：Le Pin，法語發音：[lə pɛ̃] ⓘ）是法国加尔省的一个市镇，位于该省东北部，属于尼姆区。

## 地理
勒潘（44°5'25"N, 4°32'27"E）面积5.96 平方千米，位于法国奧克西塔尼大區加尔省，该省份为法国南部沿海省份，南端濒地中海，北起顺时针与阿尔代什省、沃克吕兹省、罗讷河口省、埃罗省、阿韦龙省和洛泽尔省接壤。
与勒潘接壤的市镇（或旧市镇、城区）包括：拉卡佩勒和马斯莫莱讷、卡维亚尔格、普尼亚多雷斯、圣庞斯拉卡尔姆。

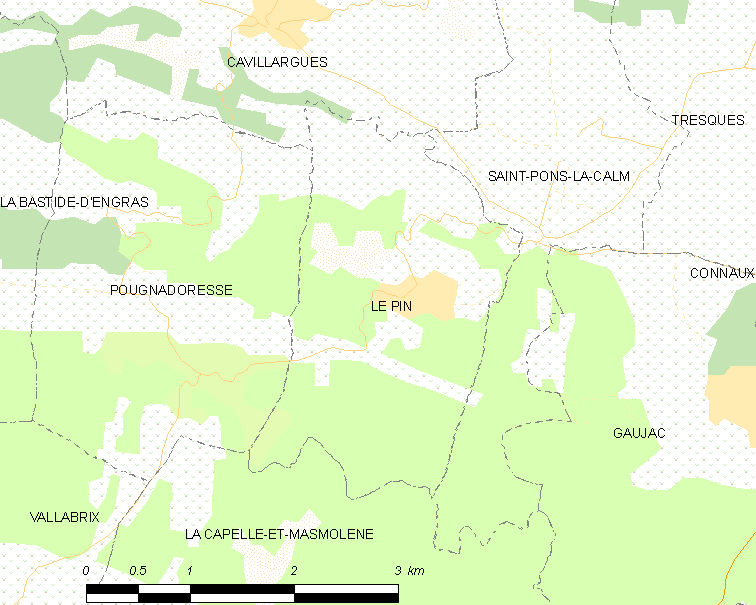
的OSM定位图

勒潘的时区为UTC+01:00、UTC+02:00（夏令时）。

## 行政
勒潘的邮政编码为30330，INSEE市镇编码为30196。

## 政治
勒潘所属的省级选区为塞兹河畔巴尼奥勒县。

## 人口

1962-2008年间人口变化图示

勒潘于2022年1月1日时的人口数量为473人。